# Megastylus caseyi
Megastylus caseyi är en stekelart som först beskrevs av William Harris Ashmead 1896.  Megastylus caseyi ingår i släktet Megastylus och familjen brokparasitsteklar. Inga underarter finns listade i Catalogue of Life.